# Forest Park (Oklahoma)
Forest Park è un comune degli Stati Uniti d'America, situato nello Stato dell'Oklahoma, nella Contea di Oklahoma.